# Méthyltransférase

Groupe méthyle

Les méthyltransférases sont un groupe d'enzymes de la famille des transférases qui, comme leur nom l'indique, transfèrent un groupe méthyle d'un donneur à un accepteur. Les méthyltransférases forment la sous-classe EC 2.1.1 dans la nomenclature EC.
La méthylation se produit couramment sur les bases nucléiques de l'ADN ou sur des acides aminés d'une protéine. De nombreuses méthytransferases, les méthylases SAM-dépendantes, utilisent la S-adénosylméthionine (SAM) comme donneur, où le groupe méthyle est activé par une liaison à un atome de soufre. 

## Méthylation de l'ADN
La méthylation de l'ADN est souvent utilisée pour réduire au silence ou réguler certains gènes sans modifier la séquence ADN originale. Cette méthylation se produit sur les résidus de cytosine.
Les méthyltransférases à site spécifique ont la même séquence-cible de l'ADN  que certaines enzymes de restriction. La méthylation peut aussi servir à protéger l'ADN d'un clivage enzymatique, puisque les enzymes de restriction ne sont pas capables de lier et reconnaitre des séquences modifiées extérieurement. Ceci est particulièrement utile dans le système de restriction/modification bactérien qui utilise les enzymes de restriction pour cliver l'ADN étranger tout en protégeant son propre ADN par méthylation.

## Méthylation des acides aminés
La méthylation d'acides aminés dans la production de protéines amène à une plus grande diversité d'acides aminés et donc à une plus grande variété de fonctions. La méthylation se produit sur les atomes d'azote, soit sur le site N-terminal, soit sur un atome de la chaine protéique, et sont généralement irréversibles. 

## Exemples de méthyltransférases
- ADN méthyltransférase
- Histone méthyltransférase
- 5-méthyltétrahydrofolate-homocystéine méthyltransférase
- Catéchol-O-méthyltransférase
- 5-hydroxyindole-O-méthyltransférase
- KMT2A pour « lysine N-methyltransferase 2A »